# اویل (سودان)
اویل (به عربی: أویل) شهری در استان بحر الغزل کشور سودان است که جمعیت آن در سرشماری سال ۱۹۹۳ میلادی k.A. نفر بوده و در سال ۲۰۰۷ میلادی ۴۰٫۰۵۴ نفر تخمین زده شده است.